# ماريا إلسا فيتري
ماريا إلسا فيتري (25 فبراير 1965 - 18 نوفمبر 2021) اقتصادية وسياسية من إكوادور. شغلت منصب وزيرة المالية من 2008 إلى 2010 ومرة أخرى في 2018. توفيت فيتيري في 18 نوفمبر 2021 بعد معركة مع سرطان البنكرياس.